# Istanbul Sapphire
El Istanbul Sapphire (Zafiro de Estambul) es el tercer edificio más alto de Estambul y de Turquía. Tiene 54 plantas y 238 metros. Ocupa un solar de 11 339 m² y tiene una superficie construida total de 157 800 m², incluyendo 35 000 m² de centro comercial.

## Arquitectura y diseño
El Edificio Sapphire ha sido diseñado por la oficina de arquitectos turca Tabanlıoğlu Mimarlık.
La fachada del edificio es de cristal y acero y al alcanzar la planta baja se prolonga convirtiéndose en la cubierta horizontal del centro comercial.
El edificio consta de 64 plantas (54 sobre el nivel del suelo y 10 de sótano), zonas comunes, aparcamiento, centro comercial y 47 pisos para viviendas.

## Diseño energético
Es el primer rascacielos ecológico construido en Estambul y en Turquía.

## Cimentación y estructura
Para su realización se ha excavado el mayor foso de cimentación realizado hasta ahora en Turquía -de 42,5 metros de profundidad en 10 plantas.

## Construcción
Las compañías involucradas en el desarrollo del proyecto son:
- Biskon Yapı (compañía filial del Kiler Group of Companies y la principal empresa constructora del proyecto, Estambul, página web)
- Guney Turizm (Mustafa Tatlici Group) (propietario del solar)
- Kiler Holding (inversor y promotor)
- Tabanlıoğlu Mimarlık (estudio de arquitectura a cargo del diseño, Estambul, página web Archivado el 25 de octubre de 2020 en Wayback Machine.)
- Demsar Inşaat (subcontrata para la construcción de la estructura del rascacielos, Estambul),
- Ruscheweyh Consult Gmbh (análisis y cálculo estructural para cargas de viento en edificios y estructuras, Alemania, página web),
- Además de otras compañías turcas e internacionales.